# Концентрациони логор Грос-Розен
Концентрациони логор Грос-Розен био је нацистички концентрациони логор који се налазио у Грос-Розену, у Доњој Шлезији (данас Рогожница у Пољској)
Успостављен је у лето 1940, као помоћни логор логора Захсенхаузен, а независни логор је постао 1. маја 1941. Како је комплекс растао, многи затвореници су били приморани да раде на изградњи помоћних објеката и логора.
У октобру 1941, СС је транспортовао око 3.000 совјетских ратних заробљеника у Грос-Розен, где су стрељани. Затвореници су коришћени и као робови за немачку индустрију. Међу компанијама које су користиле присилни рад затвореника били су немачки произвођачи електронике Блаупункт и Сименс. Највећи број затвореника су били Јевреји, у почетку из логора Дахау и Захсенхаузен, а касније из Бухенвалда. Јевреји су у логор допремани углавном из Пољске и Мађарске, али и из Белгије, Француске, Холандије, Грчке, Југославије, Словачке и Италије.
Процењује се да је кроз логор прошло укупно око 125.000 затвореника различитих националности, од којих је око 40.000 умрло у логору или током транспорта. Црвена армија је ослободила логор 14. фебруара 1945.